# تأثير ميكهيف- سميرنوف- وولفنشتاين
تأثير ميكهيف- سميرنوف- وولفنشتاين (يشار إليه أيضاً باسم تأثير المادة) وهي عملية في فيزياء الجسيمات والتي تعمل على تعديل تذبذب النيوترينو في المادة. وقد تم العمل عليها سنة 1978 من قبل الفيزيائي الأمريكي لنكلون وولفنشتاين ومن ثم الفيزيائيين السوفيتيين ستانيسلاف ميكهيف وألكسي سميرنوف سنة 1986

## التفسير
يؤدي وجود الإلكترونات في المادة إلى تغير في المستويات الطاقية ضمن القيم الذاتية الكتلية للنترونات بسبب التيار المشحون المترابط باتجاه انتشار إلكترون نيترينو. مما يعني أن النترونات ضمن المادة لها تأثيرات كتلية مختلفة عنها ضمن الفراغ، وبما أن تذبذب النيوترينو يعتمد على مربع كتلة النيترينو، فإن تذبذب النيترينو يختلف في حالة وجوده في الفراغ أو ضمن المادة.